# Mongoloraphidia tadshikistanica
Mongoloraphidia tadshikistanica là một loài côn trùng trong họ Raphidiidae thuộc bộ Raphidioptera. Loài này được H. Aspöck và đồng sự miêu tả năm 1968.